# باول إس. مارتن
باول إس. مارتن (بالإنجليزية: Paul S. Martin)‏ هو إحاثي أمريكي، ولد في 22 أغسطس 1928 في ألينتاون في الولايات المتحدة، وتوفي في 13 سبتمبر 2010 في توسان في الولايات المتحدة.

## وصلات خارجية
- باول إس. مارتن على موقع الموسوعة البريطانية (الإنجليزية)